# Eagleswood Township
Eagleswood Township est une municipalité américaine située dans le comté d'Ocean au New Jersey.
Lors du recensement de 2010, sa population est de 1 603 habitants. La municipalité s'étend sur 18,86 milles carrés (48,85 km2), dont 2,80 milles carrés (7,25 km2) d'étendues d'eau.
Eagleswood Township devient une municipalité indépendante de township de Stafford en mars 1874.